# Skottdramat vid West Nickel Mines School
Skottdramat vid West Nickel Mines School var en skolmassaker mot medlemmar i amishrörelsen som ägde rum den 2 oktober 2006 i Lancaster, Pennsylvania, USA. Fem flickor, alla amisher, dog, samt gärningsmannen Charles Carl Roberts IV som begick självmord, och ytterligare sex flickor skadades, av vilka en senare dog.
Skolskjutningen utgjorde den tredje på en vecka i USA.